# Трагедія руська
«Трагедія Руська» (пол. Tragedya Ruska bardzo pięnkna i krotochwilna, teraz nowo wyrobiona) — п'єса невідомого автора, написана українською розмовною мовою латинськими літерами і видана у Ракові між 1609—1618 роками.

## Історія
У 1567 р. каштелян Ян Сененський заснував Раків (пол. Raków) . Мешканці міста отримали від власника право на свободу віросповідання. Користуючись наданими привілеями, у місті стали оселятись члени громади социніан. Після смерті Яна Сененського у 1598 р., правонаступником став син Яків. Після переходу від кальвіністського до социніанського віросповідання у 1599 р., Яків почав брати активну участь у житті місцевої релігійної громади. Яків Сененський профінансував будівництво протестантської школи та друкарні в Ракові. Першим раківським друкарем став краків'янин Олексій Родецький. У 1605 р., коли його місце зайняв Себастіан Стернацький. П'єса «Трагедія Руська» з'явилася приблизно між 1609—1618 рр. саме у раківській друкарні протестантів-социніан. Твір надруковано латиницею. Автор «Трагедії» невідомий. Польська дослідниця А. Кавецька-Гричова авторство «Трагедії» віддає шкільному єзуїтському театру. Український дослідник цього твору В. Шевчук вважає, що твір було написано українцем:
|  | в Києві на початку XVII ст. не тільки існували школи, а й влаштовувалися театральні дійства. Пам'яткою такого дійства і є новознайдена "Трагедія Руська". Автором її, очевидно, був українець, чи виходець із Галичини, чи й місцевий уродженець. Через те, що висміювала вона попа і попадю, то й сподобалася соцініанам. Вони її надрукували, подавши власну редакцію |

## П'єса

### Зміст
У п'єсі висміюються як гріховне життя тогочасних православних церковнослужителів і вірян, так й окремі церковні вчення. Бородатий піп Микита зваблює монахиню Югу. Вона насильно стає попадею, народжує дітей, але страждає за життям у монастирі. Попадя Юга (колишня монахиня) втікає від спокусника попа Микити до лісу. Втеча Юги перегукується з втечею до безлюдного лісу дочки ірландського короля св. Малангелли Уельської, але попадя Юга не лише стає відлюдницею. Вона «на високую сосну вскочила», що, цілком ймовірно, вказує на поширене у православ'ї з часів Візантіїйської Імперії вчення стовпників.
Попадя не досягла мети, не стала святою великомученицею. Дяк побачив її «в дуброві». «Секс-терорист» піп довідався про пригоду своєї жінки і послав наймитів по неї. Оскільки Юга дуже любила поїсти, то ті вирішили зманити її пирогами:
|  | Чи знаєте, іж наша Юга пироги рада їла, А давно на [них] не смотрила? Тих собі будем поживати, Коли єй к нам будемо кликати. |

Очевидно, що пироги попадя Юга їла без угаву:
|  | Чи видіте, што ся дієт на тій березині, Також теж на тоті соснині? Подристане, похвистане од пирогов з маком, З салом, з дретком і з пастернаком. Хавруванько Богме, то не сороки подристали, Ані ворони похвистали, Ідно то наша Юга удлила, Гди на тоту сосну вступовала. |

Юга повернулася до попа і зазнала знущань. Піп вкотре вчинив акт сексуального насилля, попадя завагітніла і втекла до короля Сандро. Монарх вислухав попадю і наказав татарам, які служили при дворі, привести до нього попа «за волоси, за бороду…» та суворо покарати його:
|  | Дайте ж йому, Татарове, дубцом. Аж пустит з гузиці рубцом! |

Завершується екзекуція попа несподівано. Король велить попові Микиті та попаді Юзі танцювати:
|  | Ну ж ти, Попе з Попадею свою, Жите а любтеся, помилуйте, А перед Королем Сандром потаньцуйте! |

### Структура
«Трагедія Руська» є самостійним драматичним твором. Має продуману, концептуальну назву. Складається з прологу, трьох актів -«кафізм». Містить вставні пісні та заключні танці, як у англійській комедії Шекспірових часів, і «замкнення» .

### Місце дії і головні дійові особи
Дії «Трагедії Руської» відбуваються на Київщині (Київ, Білгород, Макарів). П'єса має 14 дійових осіб. Головними героями є «піп бородатий Микита… у гунищу кострубатом», попадя Юга і король Сандро, якому служать татари.

## Значення
«Трагедію Руську» не можна вважати поворотним твором у формуванні на початку XVII ст. української літературної мови на основі розмовної народної мови, оскільки домінуюча православна церква використовувала лише церковнослов'янську мову у богослужінні. Але п'єса зафіксувала вплив церковної реформації на формування світогляду українців. Висміювання духовного життя після «Трагедії» також зустрічається в народному сатиричному вірші «Серед поля широко церковка стояла…» і у сатирично-гумористичній та бурлескно-травестійній поезії другої половини XVII ст. — XVIII ст.